# Contea di Gannawarra
La contea di Gannawarra è una local government area che si trova nello Stato di Victoria. Si estende su una superficie di 3.732 chilometri quadrati e ha una popolazione di 10.366 abitanti. La sede del consiglio si trova a Kerang.